# Episodi di Un giustiziere a New York (quarta stagione)
La quarta stagione della serie televisiva Un giustiziere a New York è stata trasmessa in anteprima negli Stati Uniti d'America dalla CBS tra il 26 ottobre 1988 e il 24 agosto 1989.
| nº | Titolo originale        | Titolo italiano            | Prima TV USA     | Prima TV Italia |
| -- | ----------------------- | -------------------------- | ---------------- | --------------- |
| 1  | The Last Campaign       |                            | 26 ottobre 1988  |                 |
| 2  | Sea of Fire             |                            | 2 novembre 1988  |                 |
| 3  | Riding the Elephant     | A cavallo dell'elefante    | 9 novembre 1988  |                 |
| 4  | Eighteen with a Bullet  | Corsa al successo          | 16 novembre 1988 |                 |
| 5  | The Day of the Covenant |                            | 7 dicembre 1988  |                 |
| 6  | Splinters               |                            | 14 dicembre 1988 |                 |
| 7  | Making of a Martyr      | Costruzione di un martire  | 11 gennaio 1989  |                 |
| 8  | The Sins of Our Fathers | I peccati dei nostri padri | 18 gennaio 1989  |                 |
| 9  | The Visitation          | La visita                  | 1º febbraio 1989 |                 |
| 10 | Past Imperfect          | Passato imperfetto         | 15 febbraio 1989 |                 |
| 11 | Trial by Ordeal         | Il processo                | 1º marzo 1989    |                 |
| 12 | Silent Fury             |                            | 8 marzo 1989     |                 |
| 13 | Lullaby of Darkness     |                            | 30 marzo 1989    |                 |
| 14 | 17 Zebra                |                            | 6 aprile 1989    |                 |
| 15 | Starfire                |                            | 13 aprile 1989   |                 |
| 16 | Time Present, Time Past |                            | 20 aprile 1989   |                 |
| 17 | Prisoners of Conscience |                            | 27 aprile 1989   |                 |
| 18 | The Caper               |                            | 4 maggio 1989    |                 |
| 19 | Heart of Justice        | Il cuore della giustizia   | 11 maggio 1989   |                 |
| 20 | Race Traitors           |                            | 25 maggio 1989   |                 |
| 21 | Endgame                 |                            | 10 agosto 1989   |                 |
| 22 | Suicide Squad           | Squadra suicida            | 24 agosto 1989   |                 |